# Meriem Mazian
Maryam Amziane (1930 - 29 mars 2009), dite Maryam Meziane, est une artiste plasticienne marocaine, la première artiste marocaine à pratiquer l'art plastique, puisqu'elle a publié ses premières peintures au début des années 1950.  La femme marocaine est son thème préféré dans un style différent de celui  des peintres occidentaux. Elle a également peint des portraits, et a travaillé particulièrement sur la culture et les paysages berbères, en y ajoutant une touche abstraite.

## Biographie et parcours
Mariam Meziane est née dans une famille aristocratique en 1930 au village de Farkhana dans la région du Rif au nord du Maroc, pendant la période du protectorat espagnol. Le père de Mariam Meziane était officier supérieur dans l'armée espagnole (maréchal Amzian), ce qui a permis à la famille de déménager en Espagne, Mariam Meziane était encore à un âge précoce. Elle a vécu entre les deux pays et a appris l'art de la peinture dans la ville de Larache, avant de s'installer à Madrid et de commencer à produire des dessins et des expositions à partir de 1953.
Avant l'indépendance du Maroc, Mariam Meziane a organisé une exposition d'art à Rabat, inaugurée par le prince héritier de l'époque, Moulay El Hassan. C'est la première exposition d'une artiste marocaine de formation académique. Par la suite, sa carrière se poursuit et elle organise des expositions internationales en France, au Canada, aux États-Unis d'Amérique et en Tunisie. 
Maryam Meziane s'éteint en 2009 à Madrid et est inhumée à Casablanca. En reconnaissance de sa contribution à l'art plastique marocain, l'un des espaces d'exposition du musée Mohammed VI d'art moderne et contemporain de Rabat  porte son nom.

## Expositions
- Hommage à Meriem Mezian, Fondation BMCE Bank of Africa, juillet 2009[4]
- Hommage à Meriem Mazian, 5e Exposition internationale d'arts plastiques, École supérieure des beaux-arts de Casablanca, décembre 2018[5].

## Collections publiques
- Musée Mohammed VI d'art moderne et contemporain, Rabat.
- Musée de la Fondation Dr. Leila Mezian, Casablanca[6].